# Vrij Historisch Onderzoek
Vrij Historisch Onderzoek (en abrégé VHO), en français Libre recherche en Histoire, est une maison d'édition négationniste belge anversoise, fondée en 1985 par Siegfried Verbeke et Herbert Verbeke.
Son site Internet contient un grand nombre d'ouvrages négationnistes dans plusieurs langues, ainsi que la quasi-totalité des archives du Journal of Historical Review.

## En France
En France, une partie de son site internet doit être filtrée par certains fournisseurs d'accès internet, en application d'une décision de justice de 2005, à la suite de l'affaire de l'AAARGH.